# 3265 Fletcher
3265 Fletcher eller 1953 VN2 är en asteroid i huvudbältet som upptäcktes den 9 november 1953 av den tyske astronomen Karl Wilhelm Reinmuth i Heidelberg. Den har fått sitt namn efter den brittiske sjömannen Fletcher Christian.
Asteroiden har en diameter på ungefär 5 kilometer och den tillhör asteroidgruppen Vesta.